# Polanka (Pequeña Polonia)
Polanka [pronunciación en polaco: /pɔˈlaŋka/] es un pueblo en el distrito administrativo de Gmina Miślenice, dentro del Distrito de Myślenice, Voivodato de Pequeña Polonia, en el sur de Polonia. Se encuentra aproximadamente 4 kilómetros al norte de Myślenice y 22 kilómetros al sur de la capital regional, Cracovia.